# Pesmarica prvih besed
Pesmarica prvih besed je otroška pesniška zbirka in spada med poezijo. Napisal jo je Milan Dekleva, ilustriral pa jo je Silvan Omerzu. Izdala jo je založba Didakta leta 2009.

## Vsebina
Otroška pesniška zbirka ima trinajst pesmi, in sicer: Prve besede, Aduvo, Dodo, Halo, Napaka, Očija, Potogan, Razumem karkoli, Se rada bojim, Sampš, Šeja, Všeč všeč všeč in Žabadirka. 
Vse pesmi so namenjene otrokom. V njih najdemo pomembna bitja in reči iz otroškega sveta: babica, telefon, mati, igrače, oče, psička, tobogan, medo ...

## Literarni liki
V otroški pesniški zbirki ni glavnih likov, so pa liki, ki se ponavljajo: babica, Lucija, mati in oče. Lik Lucije se pojavlja v več pesmih, ne pa v vseh.

## Analiza otroške pesniške zbirke
Nekatere pesmi, ki so zajete v otroško pesniško zbirko, so pripovedne, saj pesnik v njih pripoveduje o bitjih, dogodkih in o stvareh, nekatere pa so lirične.
Pesmi govorijo o bitjih in stvareh, ki so v obdobju otrokovega otroštva najpomembnejše in se z njimi srečuje v vsakodnevnem življenju. V nekaterih pesmih najdemo besede, s katerimi imajo otroci pri izgovoru težave (npr. tobogan – potogan).  
Otroška pesniška zbirka je napisana v svobodni pesniški obliki v kiticah. Kitice niso vedno v rimah in posamezna pesem v kitici nima enakega števila verzov. V pesmih, ki vsebujejo rime, se rime pojavljajo na koncu verza. Posebnost je pesem Žabadirka, saj je napisana v le eni kitici. Pesmi so različno dolge.
V otroški pesniški zbirki najdemo pomanjševalnice srčeca, možic in siničica ter okrasna pridevka pocinkana banana in rdečkasta korala. Prisoten je tudi medmet Sampš, ki je izpeljanka iz besede pšššš, in izraža opozorilo, da naj nekdo obmolkne.